# ماکوولانه
ماکوولانه (به لاتین: Makowlany) یک روستا در لهستان است که در گمینا شدرا واقع شده‌است.